# FC Bayern München (játékvezető-képzés)
Az FC Bayern München 1919-ben alapított játékvezető-képző osztálya, mely a labdarúgó játékvezetők képzését segíti Németországban.

## Működés
Az 1919-ben az FC Bayern München által alapított és égisze alatt működő játékvezető-képző osztály a 2013-as taglétszám szerint 111 játékvezetővel rendelkezik, mely Európában a legnagyobb taglétszámot jelenti. Az osztály vezetője Gert Mauersberger. Az osztály legrégebbi játékvezetője Wengenmayer Franz Xaver, aki 1948. május 6. óta tagja a játékvezető osztálynak. Az egyesület tagjaiként az osztály játékvezetői pályafutásukat a München és környéke amatőrbajnokságban kezdhetik.